# Іштван Ільку
Іштван Ільку (угор. Ilku István, 6 березня 1933, Будапешт — 16 квітня 2005, Дорог) — угорський футболіст, що грав на позиції воротаря, зокрема, за клуб «Дорог», а також національну збірну Угорщини. По завершенні ігрової кар'єри — тренер.

## Клубна кар'єра
У футболі дебютував 1953 року виступами за команду «Дорог», кольори якої і захищав протягом усієї своєї кар'єри гравця, що тривала цілих шістнадцять років.  Більшість часу, проведеного у складі «Дорога», був основним голкіпером команди.
31 липня 1960 року він забив гол з пенальті в матчі проти Ференцвароша. 

## Виступи за збірну
1956 року дебютував в офіційних матчах у складі національної збірної Угорщини. Протягом кар'єри у національній команді провів у її формі 10 матчів.
У складі збірної був учасником:
чемпіонату світу 1958 року у Швеції, де зіграв проти Мексики (4-0);
чемпіонату світу 1962 року у Чилі, де зіграв проти Болгарії (6-1).

## Кар'єра тренера
Розпочав тренерську кар'єру невдовзі по завершенні кар'єри гравця, 1970 року, очоливши тренерський штаб клубу «Дорог». Досвід тренерської роботи обмежився цим клубом.
Помер 16 квітня 2005 року на 73-му році життя в місті Дорог.